# Acroporium macro-turgidum
Acroporium macro-turgidum Dixon    är en bladmossart som beskrevs av Hugh Neville Dixon 1935. Acroporium macro-turgidum ingår i släktet Acroporium och familjen Sematophyllaceae.  Inga underarter finns listade i Catalogue of Life.